# Microsoft Flight Simulator 2000
Microsoft Flight Simulator 2000 est un jeu vidéo développé par les Microsoft Games, sorti en 1999 sur Windows.

## Système de jeu
Flight Simulator 2000 est sorti comme une amélioration majeure des versions précédentes et était vendu en deux versions : une version classique pour les utilisateurs normaux et une version professionnelle qui contient des avions supplémentaires.
Cette version a amélioré le système de météo, qui a ajouté de la neige en plus de la pluie, ainsi qu'une possibilité de télécharger les données météorologiques du monde réel.
Deux avions ont été ajoutés au jeu, qui sont le Concorde (qui été affiché sur la couverture des boîtes du jeu) et le Boeing 777, qui était mis en service à ce moment.
Flight Simulator 2000 a ajouté 17 000 aéroports sur la carte et dépasse les 20 000 aéroports à l'échelle mondiale de la carte. Cela a augmenté l'utilité de simuler des vols à l'échelle internationale.

## Accueil
- Gamekult : 6/10[1]
- GameSpot : 8,7/10[2]
- IGN : 4/10[3]
- Jeuxvideo.com : 18/20[4]